# Abasse Ba
Abasse Ba (* 12. Juli 1976 in Pelelkindessa) ist ein ehemaliger senegalesischer Fußballspieler.

## Karriere

### Spieler
Ba begann seine Karriere beim französischen Klub CS Louhans-Cuiseaux, mit dem er 1999 von der dritten in die zweite Liga aufstieg. 2001 wechselte er zum Drittligisten FCO Dijon, mit dem ihm 2004 ebenfalls der Aufstieg gelang. 2007 ging Ba zum AC Le Havre, mit dem er nur ein Jahr später sogar in die erste Liga aufstieg. Er kam auf 16 Einsätze in seiner einzigen Erstligasaison, da der Klub 2009 wieder abstieg. Im Frühjahr 2009 wurde er für einen Monat nach Katar zum Al-Rayyan SC ausgeliehen. 2011 beendete er seine Profikarriere.

### Trainer
Von November bis Dezember 2012 war er Co-Trainer der ersten Mannschaft von Le Havre, danach wurde er Co-Trainer der zweiten Mannschaft. Ab dem Anfang der Saison 2016/17 war er Trainer der U-19 Mannschaft und ist seit der Saison 2017/18 als Trainer der zweiten Mannschaft aktiv.